# Lucas Ortíz
Lucas Darío Ortíz Cacharrón, noto semplicemente come Lucas Ortíz (Montevideo, 26 maggio 1999), è un calciatore uruguaiano, attaccante del Salto.

## Carriera
Cresciuto nel settore giovanile del Racing Montevideo, ha debuttato in prima squadra l'11 agosto 2018 disputando l'incontro di Primera División Profesional perso 1-0 contro il Torque.